# Японский землеройковый крот
Японский землеройковый крот (Urotrichus talpoides) — вид из семейства кротов (Talpidae) и единственный вид монотипического рода Urotrichus. Ареал находится в Японии на островах Хонсю, Сикоку, Кюсю, Дого и Северная Цусима.

## Описание
Этот вид очень похож на своего родственника, Dymecodon pilirostris, который еще больше похож на землеройку. Японский землеройковый крот лишь немного больше размерами и имеет чуть менее густой мех, более толстую морду, более широкие передние лапы, более короткий и более толстый булавовидный хвост, который достигает примерно треть длины тела и покрыт более длинными волосами (примерно от 6 до 9 мм посередине хвоста и от 10 до 20 мм на кончике хвоста). Длинные жесткие волоски на кончике образуют нечто врде кисточки или «щетки». У основания хвоста обнаженная розовая кожа. Копчик сращен между собой и выглядит как единая кость. Череп мощнее, чем у Dymecodon pilirostris, морда широкая и короткая. Первый резец в верхней челюсти очень большой и остроконечный, второй лишь вдвое короче первого. Верхние клыки очень маленькие, заостренные верхние премоляры становятся все меньше и меньше от первого к третьему. Кончики нижних резцов отогнуты назад.
Цвет шерсти варьирует от почти чёрного у некоторых подвидов на севере ареала до каштанового на юге. Зимний наряд темнее летнего. Вес от 14,5 до 25,5 г, длина тела от 8,9 до 10,4 см и длина хвоста от 2,7 до 3,7 см. Зубная формула — 2-1-4-3/1-1-3-3=36. В основном из-за другой зубной формулы — у японского землеройкового крота меньше пар зубов на нижней челюсти — Dymecodon pilirostris и японский землеройковый крот были отнесены к разным родам.

## Образ жизни
Населяет низинные леса и луга под опавшей листвой и ветошью. В отличие от других кротов, они не строят длинных глубоких туннелей, а вместо этого японские землеройковые кроты живут в неглубоких траншеях под опавшими листьями. Иногда он выходит на поверхность, и его даже наблюдали, взбирающимся на невысокие кусты. Он встречается в лесах и лугах за пределами гор (Dymecodon pilirostris обитает на возвышенностях) и питается в основном насекомыми, червями и многоножками. Сезон размножения длится с марта по май. В помёте рождается от двух до четырех детенышей. По другим сведеньям, хотя основной сезон размножения — весна, некоторые особи размножаются и осенью. Число детёнышей в помёте от 1 до 6 детенышей. Продолжительность жизни около 3 лет.
Японские землеройковые кроты всеядны, они поедабт мелких почвенных животных, таких как насекомые, пауки, многоножки и дождевые черви, а также семена и плоды растений, его могут привлекать соевые бобы, ячмень и т. д..
К естественным врагам это го вида относятся японские барсуки, куницы, кабаны, коршуны, совы, сорокопуты. Однако мертвый японский землеройковый крот имеет сильный запах, и говорят, что немногие животные едят способны ими питаться.

## Систематика
Традиционно выделяют следующие подвиды:
- Urotrichus talpoides adversus Thomas, 1908
- Urotrichus talpoides Centralis Thomas, 1908
- Urotrichus talpoides hondoensis Thomas, 1918
- Urotrichus talpoides minutus Tokuda, 1932
- Urotrichus talpoides talpoides Temminck, 1841

На основании перицентрической инверсии участка в одной из хромосом, дивергировали две формы, ареал которых разделен реками Куробэ и Фудзи в центральном Хонсю.